# Герб Зырянки (Якутия)
Герб муниципального образования городское поселение «Зыря́нка» административного центра Верхнеколымского улуса Республики Саха (Якутия) Российской Федерации.
Герб утверждён решением № 45 Зырянковского поселкового Совета от 13 мая 2008 года.
Герб внесён в Государственный геральдический регистр Российской Федерации под регистрационном номером 6422.

## Описание герба
«В чешуевидно пересечённом зелёном и лазоревом поле с серебряной нитью по линии сечения поверх всего плывущий прямо и на четверть вправо золотой коч с золотой мачтой, снастями и вымпелом и серебряным, украшенным золотом парусом, сопровождаемый внизу тремя серебряными рыбами (две и одна)».

## Описание символики
Герб муниципального образования «Посёлок Зырянка» представляет собой круг, разделённый на две равные части. Верхняя часть зелёного цвета. Нижняя — тёмно-синего. В центре круга изображение коча — небольшого парусно-гребного судна, выплывающего из-за горизонта. Зелёный цвет говорит о богатстве недр тайги, символизирует вечность жизни, плодородие и красоту нашего посёлка. Коча символизирует процесс открытия и освоения Русскими казаками-первопроходцами реки Колымы. Также это символ судоходства на Колыме в наши дни. В нижней части изображения на тёмно-синем фоне серебряных рыб свидетельствуют о больших запасах промысловой ценной рыбы в наших водоёмах. Белый цвет волны по границе горизонта говорит о суровой красоте северного края, экстремальных условиях жизнедеятельности людей, о чистоте помыслов, светлых перспективах.

## История герба

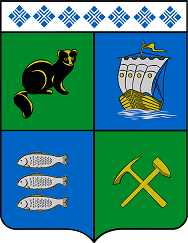
Герб Верхнеколымского улуса (2004 год)

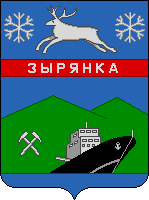
Проект герба Зырянки (1991)

В 1991—1993 годах предприятием «Якуталмаз» была выпущена сувенирная серия значков с изображением геральдических символов городов и посёлков Якутской области. Эмблемы имели одинаковую для всех знаков верхнюю часть — в голубом поле бегущий северный олень серебряного цвета между двух серебряных снежинок. Щит всех эмблем пересекает пояс красного цвета, в котором расположено название населённого пункта.
В нижней части эмблемы посёлка Зырянка в лазоревом поле на фоне двух зелёных гор на лазоревой оконечности чёрно-серебряный ледокол, сопровождаемый справа двумя серебряными кирками накрест. В лазоревой главе серебряный бегущий северный олень, сопровождаемый по сторонам таковыми же снежинками.
26 мая 2004 года решением Собрания депутатов муниципального образования Верхнеколымский улус (район) был утверждён герб Верхнеколымского улуса (района), на основе которого был создан и утверждён в 2008 году герб посёлка Зырянка.